# Hanna Chrzanowska
Hanna Helena Chrzanowska herbu Korab (ur. 7 października 1902 w Warszawie, zm. 29 kwietnia 1973 w Krakowie) – polska pielęgniarka, działaczka charytatywna, pisarka, pedagog, instruktorka i prekursorka pielęgniarstwa rodzinnego, domowego i parafialnego, wiceprzewodnicząca oraz członkini Zarządu Głównego Polskiego Stowarzyszenia Pielęgniarek Zawodowych, naczelna redaktorka czasopisma Pielęgniarka Polska, współorganizatorka Polskiego Towarzystwa Pielęgniarskiego oraz błogosławiona Kościoła katolickiego.

## Życiorys

### Lata dzieciństwa
Pochodziła z Mazowsza. Urodziła się 7 października 1902 w Warszawie przy ul. Senatorskiej 38, w rodzinie szlacheckiej herbu Korab jako córka (drugie dziecko) Ignacego (syna Bolesława Ludwika Chrzanowskiego i Heleny Dmochowskiej h. Pobóg) oraz Wandy (córki Karola Jana Szlenkiera i Marii Zenobii Grosser). Jej rodzinny dom przy ul. Senatorskiej był okazałą rezydencją, pałacem, który po I wojnie światowej stał się siedzibą ambasady włoskiej. Dom wypełniony był pięknymi przedmiotami, miał własną oranżerię, a bale w niej uwiecznili m.in. malarze np. Wojciech Gerson. Mimo znacznej zamożności rodzina nie pozostawała obojętna na los potrzebujących. Jej ojciec był profesorem filologii i historykiem literatury na Uniwersytecie Jagiellońskim w Krakowie, który ze strony matki spokrewniony był z Joachimem Lelewelem i Henrykiem Sienkiewiczem, natomiast matka była córką znanej w Warszawie rodziny przemysłowców. Miała starszego o dwa lata jedynego brata Bogdana. Jej rodzina słynęła z filantropii (m.in. jej ciotka, pielęgniarka Zofia Szlenkierówna ufundowała w Warszawie szpital dziecięcy im. Karola i Marii). W pamiętniku swoim tak pisała o światopoglądzie swoich rodziców:

Oboje byli niewierzący: i moja matka (w paszporcie wyznania ewangelickoaugsburskiego), długie lata w mękach ateistycznego pesymizmu i mój ojciec (w paszporcie rzymski katolik) pozytywistyczny wówczas liberał co się zowie! Ale każde z nich straciło inną wiarę i każdemu z nich został po niej inny osad.

Została ochrzczona w kościele parafialnym św. Wojciecha w Wiązownie. Nieznana jest dokładna data przyjęcia przez nią pierwszej Komunii świętej. Dzieciństwo spędziła na domowej nauce, okresowych wyjazdach z babcią Szlenkierową do południowej dzielnicy Francji – Arcachon, na sanatoryjnych kuracjach w Zakopanem, bowiem była dzieckiem chorowitym. W 1910 rodzina jej zamieszkała w Krakowie, gdzie Chrzanowska w latach 1911–1912 uczęszczała do szkoły panny Okołowiczówny, a następnie kontynuowała naukę w latach 1917–1920 w gimnazjum sióstr urszulanek, które ukończyła egzaminem maturalnym z wyróżnieniem.

### Powołanie pielęgniarskie
Po maturze w 1920, wraz z koleżanką gimnazjalną Zofią Wajdówną, podjęła pracę w sekcji Komitetu Ochrony Polski, kwestując na rzecz ubogich. Był to okres, w którym zdecydowała o wyborze zawodu pielęgniarki. Okazją do tego było pojawienie się w Krakowie organizacji Amerykańskiego Czerwonego Krzyża. W ramach tej organizacji, pod okiem Stelli Tylskiej, uczestniczyła w 1920 w jednej z sekcji kursu dla pielęgniarek, po którym w listopadzie tegoż roku podjęła pracę w Klinice Chirurgicznej przy ul. Kopernika 40. W latach 1920–1922 uczyła się na Wydziale Filologicznym Uniwersytetu Jagiellońskiego, studiując polonistykę. Doznała w tym czasie urazu lewej dłoni, po którym przeszła operację chirurgiczną. Zaangażowała się następnie w ambulatorium Pań Ekonomek w Krakowie, przy ul. Warszawskiej, gdzie skierowała ją Magdalena Maria Epstein, późniejsza dominikanka i Służebnica Boża. W okresie od 1922 do 1924, uczyła się w Warszawskiej Szkole Pielęgniarstwa, przy ul. Smolnej 8. Po ukończeniu nauki dyrektorka szkoły, Helen Bridge, wysłała ją w styczniu 1925 na studia pielęgniarstwa społecznego w ramach stypendium Rockefellera do Paryża. Po powrocie z Paryża z początkiem 1926 objęła posadę instruktorki pielęgniarstwa społecznego w nowo powstałej Uniwersyteckiej Szkole Pielęgniarek i Higienistek w Krakowie, po czym została wysłana na kolejne stypendium Rockefellera do Belgii, aby poznać zasady pracy pielęgniarki-higienistki szkolnej. Powróciwszy do Polski poświęciła się pracy pedagogicznej, szkoląc nowe zastępy pielęgniarek. W 1925 zawiązało się Polskie Stowarzyszenie Pielęgniarek Zawodowych, którego została aktywną członkinią, pełniąc w nim okresowo różne funkcje w jego Zarządzie (wiceprzewodniczącej oraz członkini). Brała aktywny udział w pracach nad ustawą o pielęgniarstwie. Mając problemy zdrowotne wyjechała wówczas do sanatorium, a po powrocie poświęciła się działalności publicystycznej, pełniąc w latach 1929–1939 funkcję redaktorki naczelnej czasopisma Pielęgniarka Polska oraz zamieszczając w nim wiele pisanych przez siebie artykułów. II wojna światowa przerwała jej pracę w redakcji, do której już nie powróciła. Po wojnie ukazały się w innych czasopismach jej artykuły m.in. w czasopiśmie Pielęgniarka i Położna czy też Myśl Narodowa, gdzie zamieszczono kilka jej napisanych wcześniej wierszy.
W 1931 próbowała na krótko powrócić do pracy pedagogicznej jako asystentka dyrektorki Warszawskiej Szkoły Pielęgniarstwa, ale w 1933, z powodu pogorszenia stanu zdrowia, musiała przerwać tę pracę i wyjechać na kurację do Zakopanego. Tuż przed 1939 wraz z ojcem udała się w podróż do Włoch, gdzie zwiedziła m.in. Asyż.
Po wybuchu II wojny światowej wyjechała z Warszawy (gdzie przebywała 1 września) do Krakowa, w którym włączyła się do pracy w organizacji charytatywnej: Obywatelskim Komitecie Pomocy Społecznej pod przewodnictwem abp. Adama Stefana Sapiehy. Następnie działała w konspiracji. Uczestniczyła w pracach Polskiego Komitetu Opiekuńczego w Sekcji Pomocy Wysiedlonym jako kierowniczka działu opieki domowej, później jako przewodnicząca Sekcji Opieki nad Przesiedlonymi i Uchodźcami. Współpracowała także z więźniami z Patronatem Opieki nad Więźniami w Krakowie. Od stycznia do marca 1945 pracowała jako przewodnicząca Sekcji Pomocy Przesiedleńcom, udzielając pomocy powracającym z Rzeszy przymusowym robotnikom i repatriantom. 1 kwietnia tegoż roku uczestniczyła w przygotowaniu reaktywacji Uniwersyteckiej Szkoły Pielęgniarek i Higienistek, która wkrótce przekształciła się w trzyletnią szkołę Pielęgniarsko-Położniczą. Latem 1946 wyjechała wraz z koleżankami na roczne stypendium UNRRA do Stanów Zjednoczonych, w celu zapoznania się z działaniem nowojorskiego pielęgniarstwa domowego. Następnie, kierowana przez Ministerstwo Zdrowia, prowadziła w różnych miastach Polski kursy dokształcające dla pielęgniarek. W szkole Instruktorek w Warszawie prowadziła wykłady z metodyki nauczania. Począwszy od 1957, w którym powstało Polskie Towarzystwo Pielęgniarskie, okresowo pracowała w jego Zarządzie Głównym, a następnie w Komisji Historycznej. Ponadto przez wiele lat pełniła okresowo funkcję zastępczyni rzecznika dobra służby zdrowia przy Okręgowej Komisji Kontroli Zawodowej w Krakowie.
W jej dorobku znalazł się napisany przez nią podręcznik Pielęgniarstwo w otwartej opiece zdrowotnej. Od 1955 organizowała okresowe konferencje i coroczne rekolekcje dla pielęgniarek, które były prowadzone przez kapłana, ciesząc się dużym zainteresowaniem. Napisała wówczas tzw. Rachunek sumienia pielęgniarki, który był potem rozdawany uczestnikom tych rekolekcji. W tych latach organizowała również wyjazdy do Częstochowy, na Jasną Górę, będące zjazdami służby zdrowia, mimo nieprzychylnego wówczas stanowiska władz państwowych.
Z początkiem roku szkolnego 1957/1958 została przeniesiona do Kobierzyna, by tam objąć stanowisko dyrektorki Szkoły Pielęgniarstwa Psychiatrycznego. Po rocznej pracy w Kobierzynie w 1958 powróciła jednak do Krakowa, ponieważ Ministerstwo Zdrowia rozwiązało Szkołę Pielęgniarstwa Psychiatrycznego, co było powodem jej przejścia na wcześniejszą emeryturę.
Była pomysłodawczynią systemu tzw. pielęgniarstwa parafialnego. Przekonywała proboszczów do rozszerzania opieki nad chorymi w domu w obrębie parafii, a siostry zakonne do współpracy. Wprowadziła nowy rodzaj niesionej pomocy, polegającej na tym, że oprócz pomocy duchowej i materialnej chory mógł oczekiwać także pomocy od pielęgniarki przychodzącej do jego domu. Organizując m.in. pracę pielęgniarstwa parafialnego w okręgu chrzanowskim nawiązała kontakt z Janiną Woynarowską, późniejszą Służebnicą Bożą, i jej powierzyła szkolenie opiekunek w tym rejonie.
W 1958 wprowadziła zwyczaj zanoszenia potraw wigilijnych z kuchni sióstr prezentek oraz sporządzania skromnych paczek świątecznych do domów ubogich chorych, a także wręczania symbolicznych prezentów imieninowych. W 1960 w Wielkim poście wraz z nią odwiedził domy 35 chorych biskup krakowski Karol Wojtyła, późniejszy papież i święty, z którym ściśle współpracowała w zakresie duszpasterstwa w archidiecezji krakowskiej. Ponadto jej zasługą był pomysł wprowadzenia mszy świętych w domach chorych (szczególnie dotkniętych chorobami chronicznymi), czy też zorganizowanie w 1964 rekolekcji dla nich w Trzebini. W swoich planach widziała również potrzebę stworzenia stałego domu, gdzie chorzy mogliby przyjechać na pewien czas na odpoczynek lub na zorganizowane wczasy.
Inspirację do dalszej pracy czerpała poprzez rozwój swojej duchowości, m.in. uczestniczenie w codziennej mszy świętej czy też korzystanie z sakramentu Eucharystii. Od 1956 była oblatką benedyktyńską, związaną z klasztorem benedyktyńskim w Tyńcu.

### U schyłku życia
W 1966 zachorowała na chorobę nowotworową, przechodząc w jej trakcie 13 grudnia tegoż roku operację chirurgiczną, a następnie sesje radioterapii. 12 lutego 1973 wygłosiła na spotkaniu Dyrektorów Diecezjalnych Duszpasterstwa Dobroczynności swój ostatni referat Apostolstwo świeckich w opiece nad chorymi. 12 kwietnia tegoż roku, będąc już obłożnie i ciężko chorą, przyjęła z rąk ks. Franciszka Macharskiego, późniejszego kardynała, sakrament namaszczenia chorych, po czym 28 kwietnia straciła przytomność, a 29 kwietnia, około godz. 4:00, zmarła w swoim mieszkaniu.

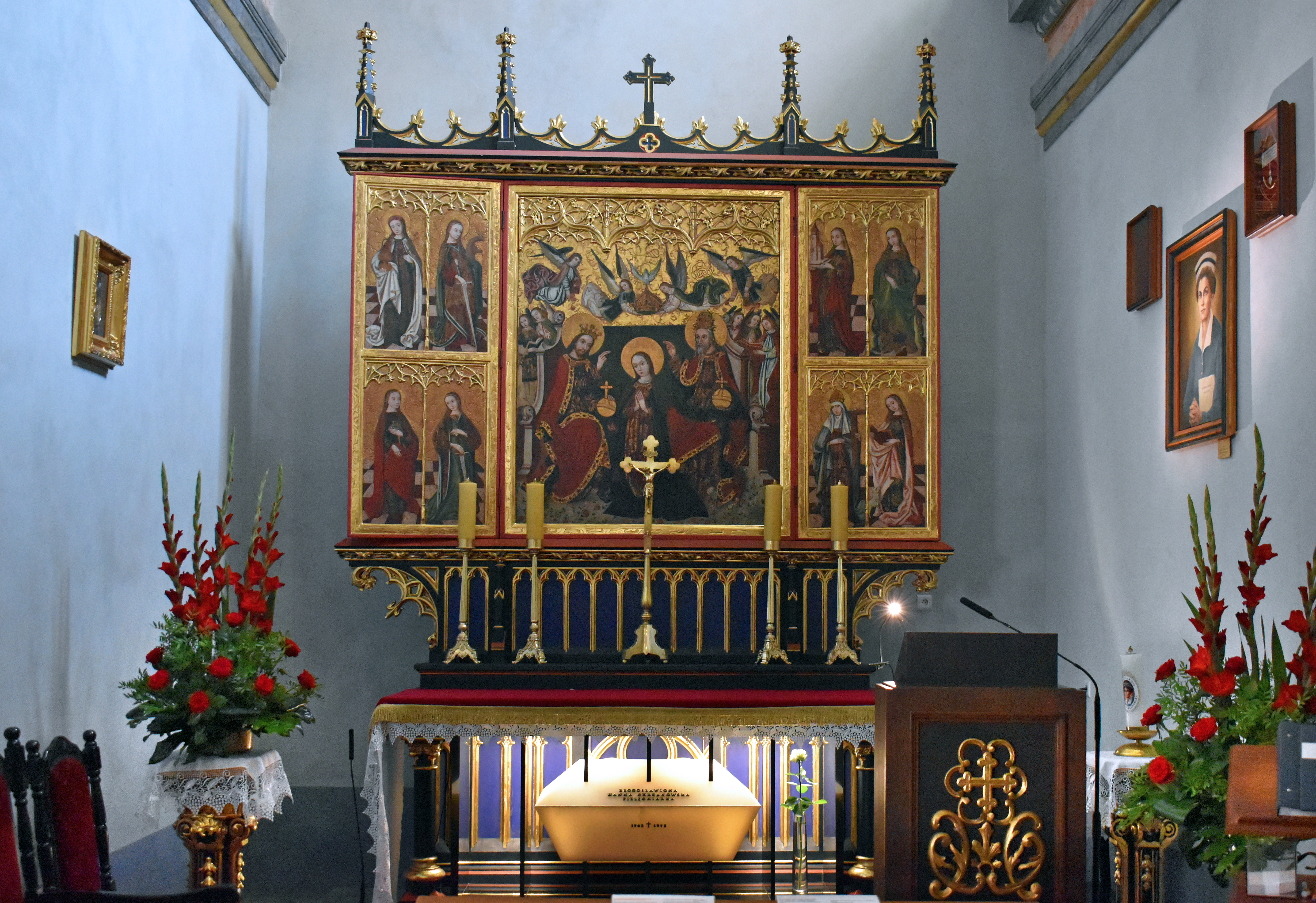
Konfesja bł. Hanny Chrzanowskiej w kościele św. Mikołaja w Krakowie

Trumnę z jej ciałem przeniesiono do kościoła sióstr karmelitanek bosych po drugiej stronie ulicy Łobzowskiej, niemalże naprzeciwko kamienicy gdzie mieszkała, a 2 maja odbyły się ceremonie pogrzebowe pod przewodnictwem kard. Karola Wojtyły przy licznym udziale duchowieństwa, wiernych i pielęgniarek, po czym została pochowana w rodzinnym grobowcu na Cmentarzu Rakowickim. Kard. Karol Wojtyła w czasie mszy żałobnej powiedział m.in.:

Dziękujemy Ci Pani Hanno, za to, że byłaś wśród nas; że byłaś taka, jaka byłaś. Dziękują Ci za to opiekunki chorych, siostry zakonne, pielęgniarki, młodzież akademicka – cały Kościół krakowski. Dziękuję Ci za to, jako biskup Kościoła krakowskiego. Byłaś dla mnie ogromną pomocą i oparciem. A raczej dziękujemy Bogu za to, że byłaś wśród nas taka, jaka byłaś – z tą Twoją wielką prostotą, z tym wewnętrznym spokojem, a zarazem z tym wewnętrznym żarem; że byłaś wśród nas jakimś wcieleniem Chrystusowych błogosławieństw z Kazania na Górze; zwłaszcza tego kiedy mówił: Błogosławieni miłosierni. Dziękujemy Panu Bogu za to życie, które miało taką wymowę, które pozostawiło nam takie świadectwo; tak bardzo przejrzyste, tak bardzo czytelne...

6 kwietnia 2016 odbyła się ekshumacja jej szczątków z Cmentarza Rakowickiego, po czym przeprowadzono w Instytucie Medycyny Sądowej w Krakowie stosowne badania, a następnego dnia (7 kwietnia) zostały one złożone w obecności kard. Franciszka Macharskiego, po uroczystej mszy świętej, do krypty pod ołtarzem Niepokalanego Poczęcia NMP kościoła św. Mikołaja przy ulicy Kopernika 9. 4 kwietnia 2018 zostały one uroczyście przeniesione do alabastrowego sarkofagu oraz umieszczone przed tym ołtarzem. Świątynia ta została ustanowiona jej sanktuarium.

## Tablica przodków
| Tablica rodowodowa                                |                                                                                             |                                                                                             | | |                                                                                             |                                                                                             | | |
| Prapradziadkowie                                  | Kajetan Chrzanowski h. Korab (~1770–?) Anna Rogoska (1766–28.05.1836)                       | ?                                                                                           | Jan Dmochowski h. Pobóg (~1760–1.11.1806) Antonina Anastazja Sosnowska h. Nałęcz (~1780–?)                  | Adam Cieciszowski h. Pierzchała (1782–1834) Felicjanna Roztworowska h. Nałęcz II (1788–2.07.1854)           | Jan Karol Szlenkier (1780–7.11.1826) Elżbieta Rozyna Schüssler (11.07.1788–1.08.1845)       | Jan Gottfried Temler (4.09.1793–24.07.1885) Anna Maria Franke (11.05.1797–15.12.1857)       | Jan Wilhelm Grosser (9.10.1780–14.10.1852) Anna Marianna Fischer (1787–11.10.1821)                       | Józef Bauerfeind (1791–3.06.1861) Bogumiła Hummel (1798–4.07.1884)                                       |
| Pradziadkowie                                     | Ignacy Kajetan Chrzanowski h. Korab (1801–13.09.1854) Joanna Zembrzuska (1802–16.03.1887)   | Ignacy Kajetan Chrzanowski h. Korab (1801–13.09.1854) Joanna Zembrzuska (1802–16.03.1887)   | Aleksy Bonawentura Dmochowski h. Pobóg (1804–13.07.1860) Aleksandra Cieciszowska h. Pierzchała (~1820–1892) | Aleksy Bonawentura Dmochowski h. Pobóg (1804–13.07.1860) Aleksandra Cieciszowska h. Pierzchała (~1820–1892) | Jan Karol Szlenkier (3.09.1811–11.05.1873) Anna Barbara Temler (4.12.1821–31.10.1884)       | Jan Karol Szlenkier (3.09.1811–11.05.1873) Anna Barbara Temler (4.12.1821–31.10.1884)       | Edward Cyrus Cyryl Grosser (31.01.1820–10.10.1857) Marianna Franciszka Bauerfeind (2.02.1829–17.09.1859) | Edward Cyrus Cyryl Grosser (31.01.1820–10.10.1857) Marianna Franciszka Bauerfeind (2.02.1829–17.09.1859) |
| Dziadkowie                                        | Bolesław Ludwik Chrzanowski h. Korab (11.08.1832–1917) Helena Dmochowska h. Pobóg (~1840–?) | Bolesław Ludwik Chrzanowski h. Korab (11.08.1832–1917) Helena Dmochowska h. Pobóg (~1840–?) | Bolesław Ludwik Chrzanowski h. Korab (11.08.1832–1917) Helena Dmochowska h. Pobóg (~1840–?)                 | Bolesław Ludwik Chrzanowski h. Korab (11.08.1832–1917) Helena Dmochowska h. Pobóg (~1840–?)                 | Karol Jan Szlenkier (11.11.1839–13.07.1900) Maria Zenobia Grosser (30.10.1850–10.01.1913)   | Karol Jan Szlenkier (11.11.1839–13.07.1900) Maria Zenobia Grosser (30.10.1850–10.01.1913)   | Karol Jan Szlenkier (11.11.1839–13.07.1900) Maria Zenobia Grosser (30.10.1850–10.01.1913)                | Karol Jan Szlenkier (11.11.1839–13.07.1900) Maria Zenobia Grosser (30.10.1850–10.01.1913)                |
| Rodzice                                           | Ignacy Chrzanowski h. Korab (5.02.1866–19.01.1940) Wanda Joanna Szlenkier (24.05.1876–1951) | Ignacy Chrzanowski h. Korab (5.02.1866–19.01.1940) Wanda Joanna Szlenkier (24.05.1876–1951) | Ignacy Chrzanowski h. Korab (5.02.1866–19.01.1940) Wanda Joanna Szlenkier (24.05.1876–1951)                 | Ignacy Chrzanowski h. Korab (5.02.1866–19.01.1940) Wanda Joanna Szlenkier (24.05.1876–1951)                 | Ignacy Chrzanowski h. Korab (5.02.1866–19.01.1940) Wanda Joanna Szlenkier (24.05.1876–1951) | Ignacy Chrzanowski h. Korab (5.02.1866–19.01.1940) Wanda Joanna Szlenkier (24.05.1876–1951) | Ignacy Chrzanowski h. Korab (5.02.1866–19.01.1940) Wanda Joanna Szlenkier (24.05.1876–1951)              | Ignacy Chrzanowski h. Korab (5.02.1866–19.01.1940) Wanda Joanna Szlenkier (24.05.1876–1951)              |
| Hanna Chrzanowska h. Korab (7.10.1902–29.04.1973) |                                                                                             |                                                                                             | | |                                                                                             |                                                                                             | | |

## Publikacje
W młodości zaczęła pisać wiersze, a następnie napisała pod pseudonimem Agnieszki Osieckiej trzy powieści: Niebieski klucz (1934), Krzyż na piaskach (1938) i Płonący śnieg. Ponadto jest autorką kilku pozycji dotyczących pielęgniarstwa:
- Hanna Chrzanowska (ps. Agnieszka Osiecka): Niebieski klucz. Warszawa: Marchołt, 1934. Brak numerów stron w książce
- Hanna Chrzanowska, Miłosierdzie Skargi, Kraków: Krakowskie Zakłady Graficzne i Wydawnicze, 1936, OCLC 840328569 [zarchiwizowane z adresu 2018-05-06]. Brak numerów stron w książce
- Hanna Chrzanowska (ps. Agnieszka Osiecka): Krzyż na piaskach. Warszawa: Biblioteka Polska, 1938. OCLC 749751043. Brak numerów stron w książce
- Hanna Chrzanowska, Teresa Kulczyńska, Zabiegi pielęgniarskie, wyd. 1, Kraków: Polskie Stowarzyszenie Pielęgniarek Zawodowych w Warszawie, 1938, OCLC 833372993. Brak numerów stron w książce
- Hanna Chrzanowska, Płonący śnieg. Brak numerów stron w książce[j]
- Hanna Chrzanowska, Pielęgniarstwo w otwartej opiece zdrowotnej, wyd. 1, Warszawa: Państwowy Zakład Wydawnictw Lekarskich, 1960, OCLC 14382501. Brak numerów stron w książce
- Hanna Chrzanowska (pod red. Izabeli Ćwiertni): Rachunek sumienia pielęgniarki. (DOC). Kraków: Wyd. Arbor, 2002. ISBN 83-915612-2-4. OCLC 749179158. Brak numerów stron w książce

## Proces beatyfikacji
Z inicjatywy członkiń Katolickiego Stowarzyszenia Pielęgniarek i Położnych (m.in. Zofii Szlendak-Cholewińskiej) w 1993 powstała propozycja wyniesienia jej na ołtarze. 4 grudnia 1995 stowarzyszenie to zwróciło się z oficjalną prośbą do metropolity krakowskiego kard. Franciszka Macharskiego, zmierzającą do rozpoczęcia procesu jej beatyfikacji. Utworzono biuro postulacji w Krakowie przy pl. Wolnica 5. W marcu 1997 kard. Macharski powołał komisję historyczną, w celu zebrania dokumentacji jej życia i działalności pod przewodnictwem prof. dr Urszuli Perkowskiej. 28 kwietnia tegoż roku Stolica Apostolska wydała zgodę tzw. Nihil obstat na rozpoczęcie procesu.
Proces na szczeblu diecezjalnym w archidiecezji krakowskiej rozpoczął się 3 listopada 1998 w kaplicy arcybiskupów krakowskich. Postulatorem na szczeblu diecezjalnym mianowano ks. Antoniego Sołtysika. Odtąd przysługiwał jej tytuł Służebnicy Bożej. Po zbadaniu dokumentacji oraz przesłuchaniu 70 powołanych świadków proces na szczeblu diecezjalnym został zamknięty 30 grudnia 2002, po czym 30 stycznia 2003 akta procesu zostały przekazane Kongregacji Spraw Kanonizacyjnych do Rzymu. 11 stycznia 2008 wydano dekret o ważności postępowania diecezjalnego, a w 2011 staraniem postulatora generalnego procesu ks. Mieczysława Niepsuja złożono tzw. Positio wymagane w dalszym postępowaniu beatyfikacyjnym. 27 listopada 2012 odbyło się posiedzenie konsultorów teologicznych, a 30 września 2015 za zgodą papieża Franciszka promulgowano dekret o heroiczności jej życia i cnót. Odtąd przysługiwał jej tytuł Czcigodnej Służebnicy Bożej.
Do beatyfikacji potrzebny był cud za jej wstawiennictwem. Takim cudem okazało się uleczenie z rozległego udaru mózgu Zofii Szlendak-Cholewińskiej, która dzięki jej orędownictwu wyzdrowiała oraz powróciła do pełnej sprawności. 7 lipca 2017 za zgodą papieża Franciszka, Stolica Apostolska po zbadaniu okoliczności tego uzdrowienia, uznała je za nadzwyczajne. Beatyfikacja nastąpiła 28 kwietnia 2018 w Sanktuarium Bożego Miłosierdzia w krakowskich Łagiewnikach, podczas uroczystej mszy świętej, którą sprawował w imieniu papieża Franciszka legat papieski kard. Angelo Amato przy licznym udziale duchowieństwa (40 biskupów i ok. 250 kapłanów) oraz pielęgniarek, lekarzy, chorych z ich opiekunami, a także wolontariuszy oraz jej krewnych wraz z jej chrześniakiem. W homilii kard Amato stwierdził m.in.:

Wpatrując się w postać Hanny, pochylonej nad chorymi, również i my uczmy się pochylać nad ubogimi, troszczyć się o tych, którzy potrzebują pocieszenia, wsparcia, zachęty, pomocy. A jest ich wielu: są to maluczcy, opuszczeni, wygnani, słabi, osoby z marginesu. Niektórych z nich widzimy codziennie na naszych ulicach; wielu natomiast żyje skrycie w swoich mieszkaniach, schorowani, biedni, samotni, bez wsparcia i pomocy.

Obraz beatyfikacyjny z jej wizerunkiem na tę uroczystość namalował artysta Zbigniew Juszczak. Obraz ten po beatyfikacji został przekazany do kaplicy kościoła św. Mikołaja w Krakowie, gdzie znajduje się jej sanktuarium.

## Odznaczenia
Została uhonorowana trzema odznaczeniami, w tym z inicjatywy abp. Karola Wojtyły otrzymała za zasługi dla Kościoła i papieża, watykański order Pro Ecclesia et Pontifice.
- Odznaka honorowa „Za wzorową pracę w służbie zdrowia” (1957)
- Order Pro Ecclesia et Pontifice (1965)
- Krzyż Kawalerski Orderu Odrodzenia Polski (1971)

## Upamiętnienie
- Hanna Chrzanowska została patronką wielu szkół oraz placówek o charakterze opiekuńczym:
  - Szkoły Policealnej w Giżycku[57];
  - Policealnej Szkoły Medycznej w Morawicy, przy ul. Kieleckiej 7[58];
  - Medycznej Szkoły Policealnej w Stalowej Woli[59];
  - Zespołu Szkół Medycznych i Ogólnokształcących w Bielsku-Białej, przy ul. Konopnickiej 6[60];
  - Medycznego Studium Zawodowego w Ostrowie Wielkopolskim, przy ul. Limanowskiego 17[61];
  - Centrum Opieki Wyręczającej dla Przewlekle i Nieuleczalnie Chorych Dzieci w Krakowie, przy ul. Odmętowej 4[62];
  - Zakładu Opiekuńczo Leczniczego w Zatorze, prowadzonego przez Caritas[63];
  - Szkoły Policealnej Pracowników Służb Medycznych i Społecznych dla Dorosłych w Zespole Jednostek Edukacyjnych Województwa Małopolskiego w Krakowie, przy os. Teatralnym 4a[64].

- 21 września 2007 powstała Fundacja Pomocy Osobom Niepełnosprawnym „AGAPE” im. Hanny Chrzanowskiej w Krakowie, której celem jest niesienie pomocy osobom niepełnosprawnym[65]

- Jej wspomnienie liturgiczne wyznaczono na 28 kwietnia[54]

- W każdą trzecią środę miesiąca sprawowana jest w kościele św. Mikołaja w Krakowie przy ul. Kopernika specjalna wieczorna msza święta o jej rychłą kanonizację[45]